# ISO 3166-2:AD
Pour un article plus général, voir ISO 3166-2.

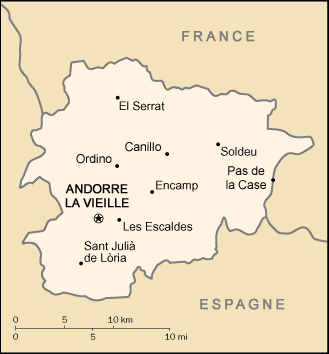
Carte d'Andorre.

ISO 3166-2:AD est la nomenclature des principales subdivisions d'Andorre dans la codification ISO 3166-2.

## Mises à jour
Classées par ordre antichronologique :
- 2015-11-27 : Mise à jour de la Liste Source
- 2014-11-03 : Mise à jour de la Liste Source
- ISO 3166-2:2007-04-17 Bulletin n° I-8 (création)

## Paroisses (7),enanglais:parishes, encatalan:parròquies
| Code ISO 3166-2 | Paroisse            | Paroisse                    |
| Code ISO 3166-2 | Nom catalan         | Nom français (non officiel) |
| --------------- | ------------------- | --------------------------- |
| AD-07           | Andorra la Vella    | Andorre-la-Vieille          |
| AD-02           | Canillo             | Canillo                     |
| AD-03           | Encamp              | Encamp                      |
| AD-08           | Escaldes-Engordany  | Escaldes-Engordany          |
| AD-04           | La Massana          | La Massana                  |
| AD-05           | Ordino              | Ordino                      |
| AD-06           | Sant Julià de Lòria | Sainte-Julia-de-Loria       |

## Sources
- Plateforme de consultation en ligne (OBP) > Andorre (AD) Norme: ISO 3166 — Codes pour la représentation des noms de pays et de leurs subdivisions
- Sources de la liste : IGN 1990 ; FIPS 10-4 (caduc)
- Source des codes : secrétariat ISO/TC 46/WG 2